# 和泉式部日記
《和泉式部日記》，又稱《和泉式部物語》，為日本平安時代女性作家和泉式部的日記文學作品，約成書於1008年，以。本書主要內容，為記述和泉式部在情人為尊親王去世後，轉而與敦道親王相戀的愛情故事，當中綴入了短歌及贈答歌，為日本文學史當中的一部重要作品。

## 本書的編撰

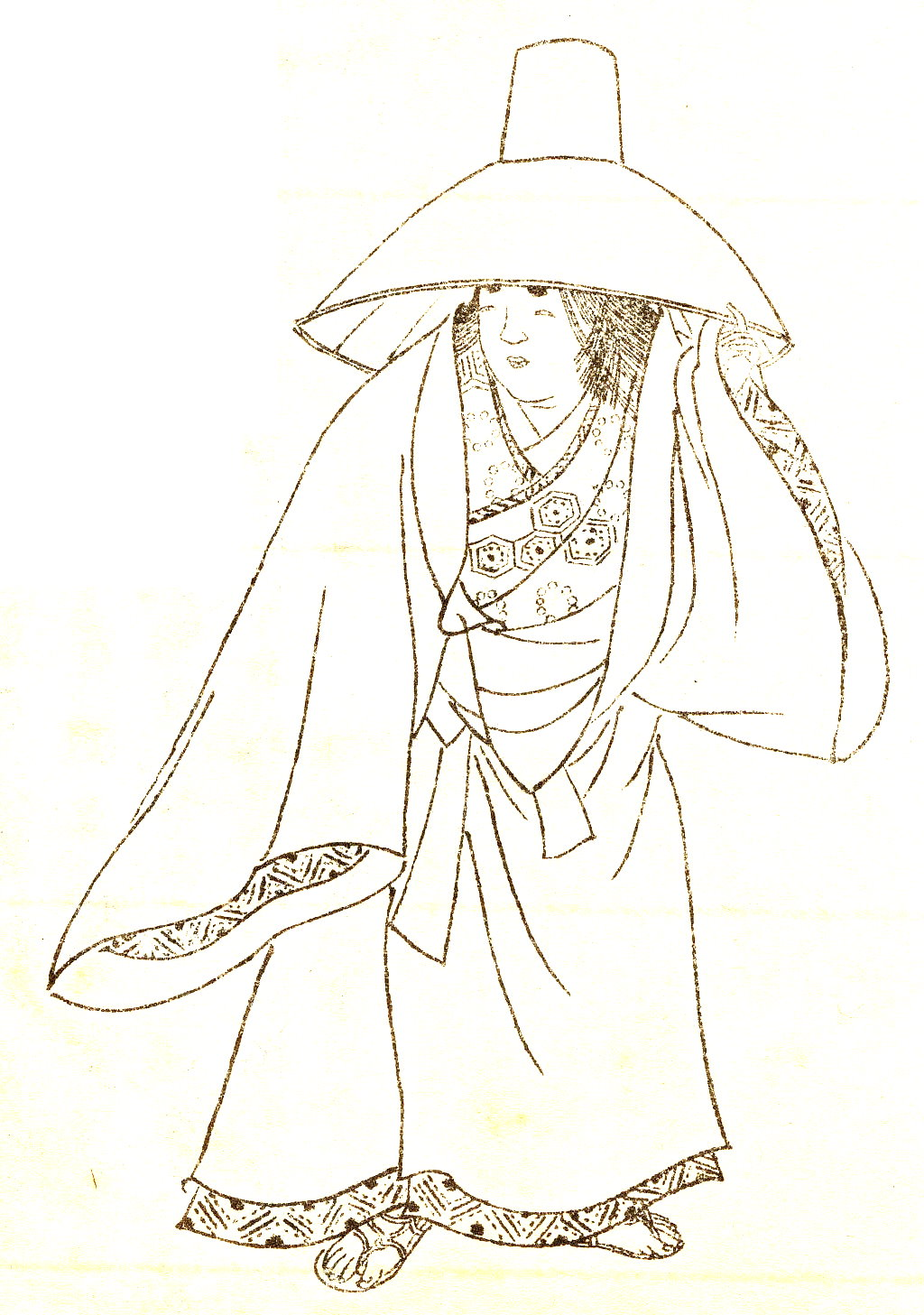
和泉式部畫像

本書的作者和泉式部，出身平安時代的書香世家，父親大江雅致曾任大進一職。作者原與官員橘道貞結成夫婦，二人育一女，道貞於999年出任和泉守，和泉式部的稱謂便由此得來。橘道貞因公職的原故，與和泉式部分居，和泉式部便轉而跟年紀相若的為尊親王（冷泉天皇三皇子）相戀。這段愛情轟動一時，最後於1002年，以為尊親王早逝告終，丈夫橘道貞憤然離去，父親大江雅致亦與和泉式部斷絕父女關係。
1003年四月，和泉式部在悼念為尊親王期間，結識了年紀若少兩三歲的敦道親王（冷泉天皇四皇子，為尊親王之弟），二人隨後相戀，直至到1007年敦道親王去世。本書約寫成於1008年，以憶述作者跟敦道親王的戀愛故事及生活經歷。

## 內容概要
據現代作家林文月的說法，本書大致上可分為三大段落、二十二段，內容的梗概如下：
1. 文中的第一段至第十三段：記敍從1003年四月十日至九月底，和泉式部的戀人為尊親王去世後不久，開始與敦道親王書信往來及相戀及內心動盪的經歷。
2. 文中的第十四段至第十九段：記敍十月十日起與敦道親王定情，雙方感情發展愈益鞏固，以及敦道親王在眾人的議論及中傷下，堅決要求和泉式部遷居其宅。
3. 文中的第二十至二十二段：記述和泉式部從十二月十八日開始移居到敦道親王府，以及面對種種錯綜複雜的人際關係、敦道親王夫人被疏遠退去。[2]

- 此外，據學者統計，本書內容裡有短歌兩首，以及一百四十四贈答歌。[3]

## 文學成就
本書自問世後，便憑著作者和泉式部在詩歌文章私才華方面而受人注意，例如平安時代另一位女性文學家紫式部，便評過「觀其寫給對方的詩文，倒是充分流露出其人才華，即使她隨興所至的遣詞用字之間，也都頗有可賞者」；「通觀其作品，於隨意談說種種之際，總有一些引人注目之處」。現代作家林文月亦認為，和泉式部憑著她擅長詩歌的優點，令後世讀者受到她與敦道親王的愛情故事所感動。林文月甚至認為，在日本平安時代的作品中，《和泉式部日記》可以說是跟紫式部的《源氏物語》、清少納言的《枕草子》鼎足而立的不朽之作。

## 中文譯本情況
《和泉式部日記》的中文譯本，由台灣女作家林文月譯出，並繪畫插圖，於二十世紀九十年代由三民書局出版。

## 外部連結
- （日語）.   [2021-01-16]. （原始内容存档于2011-06-30）.